# Austrophaea festiva
Austrophaea festiva är en spindelart som beskrevs av Lawrence 1952. Austrophaea festiva ingår i släktet Austrophaea och familjen flinkspindlar. Inga underarter finns listade.